# Batalla de Krasos
La batalla de Krasos fue un enfrentamiento que se produjo en el marco de las guerras árabo-bizantinas en agosto del 804 entre los bizantinos dirigidos por el emperador Nicéforo I y el ejército del Califato abasí al mando de Ibrahim Ibn Jibril. La entronización de Nicéforo en el 802 marcó la reanudación de las hostilidades entre bizantinos y árabes. Al finalizar del verano de 804, los abasíes invadieron Asia Menor durante una de sus habituales incursiones en la región. Nicéforo decidió salirles al paso. Sin embargo, fue sorprendido en Krasos, vencido con grandes pérdidas y salvó la vida con dificultad. A continuación, se firmó una tregua y se acordó un intercambio de prisioneros. A pesar de la derrota y de la gran invasión abasí del año siguiente, Nicéforo continuó la contienda hasta que las revueltas en las provincias orientales del califato obligaron a los abasíes a concluir la paz.

## Circunstancias
El derrocamiento de la emperatriz Irene de Atenas en octubre del 802, seguido de la toma del poder por Nicéforo I, dio comienzo a una nueva fase violenta en la larga historia de las guerras árabo-bizantinas. Como consecuencia de las continuas y dañinas correrías anuales de los árabes en Asia Menor, Irene parece haber firmado una tregua con Harún al-Rashid en el 798, por la que este ponía fin a las incursiones en territorio bizantino a cambio del pago de un tributo anual. Este acuerdo adoptó los términos de una tregua anterior de tres años de duración que siguió a la primera campaña de gran envergadura emprendida por al-Rashid en Asia Menor en el 782. Nicéforo, de temperamento más belicoso, estaba decidido a mejorar la situación de la hacienda imperial gracias a varias medidas, entre ellas el fin del pago del tributo al califa. Harún al-Rashid reaccionó de inmediato, ordenando una incursión que encomendó a su hijo al-Qasim. Nicéforo no pudo hacer nada contra ella al principio, pues afrontaba entonces una revuelta —finalmente frustrada— del ejército asiático encabezada por su jefe, Bardanes el Turco. Después de haber vencido a Bardanes, Nicéforo reunió al ejército y se dirigió contra los árabes. Después de que al-Rashid hubiese saqueado la región fronteriza, los dos ejércitos se persiguieron sin batirse en batalla campal. Nicéforo y al-Rashid intercambiaron varias misivas hasta que el emperador accedió a que las dos fuerzas se retirasen y se firmase una tregua válida para el resto del año a cambio de un pago único al califa.

## Batalla
En agosto del 804, al-Rashid ordenó una nueva incursión, que encabezó el general Ibrahim ibn Jibril. Los árabes atravesaron Asia Menor partiendo de las Puertas Cilicias y saquearon la región impunemente. Nicéforo tenía la intención de ir al encuentro de los invasores, pero tuvo que renunciar debido a un acontecimiento que se desconoce (Treadgold aventura la hipótesis de una nueva conspiración). Sin embargo, mientras que Nicéforo y su ejército se retiraban, los árabes lanzaron un ataque sorpresa a Krasos, en Frigia, y los derrotaron. Según al-Tabari, los bizantinos perdieron en el choque cuarenta mil setecientos hombres, y el emperador fue herido en tres ocasiones. El cronista bizantino Teófanes el Confesor confirma que las pérdidas fueron graves y que Nicéforo se salvó únicamente gracias a la bravura de sus oficiales.

## Consecuencias
A causa de los disturbios en el Jorasán, Harún aceptó el tributo propuesto por los bizantinos y firmó la paz. Se realizó un intercambio de prisioneros durante el invierno, en la frontera entre ambos imperios, en el río Lamos en Cilicia. Cerca de tres mil setecientos musulmanes fueron intercambiados por bizantinos cautivos desde hacía años. Sin embargo, Nicéforo aprovechó la marcha al-Rashid al Jorasán para reconstruir las murallas de las ciudades de Safsaf, Thebasa y Ancira. El verano siguiente, emprendió la primera incursión bizantina en dos décadas, en el distrito fronterizo árabe de Cilicia. El ejército bizantino hizo numerosos prisioneros y llegó a apoderarse de la importante fortaleza de Melitene, al tiempo que una rebelión fomentada por los bizantinos estallaba en la provincia árabe de Chipre. Harún reaccionó con una gran invasión en el 806, que obligó Nicéforo a negociar. Sin embargo, el emperador no tardó mucho en infringir los términos del acuerdo alcanzado; logró además repeler la expedición abasí enviada contra él en el 807. En el 808, se firmó un nuevo tratado de paz en el que se estipuló que la frontera común quedaba inalterada y el Imperio bizantino dejaba de pagar tributo al califa.